# 莫索尼乌斯·鲁弗斯
莫索尼乌斯·鲁弗斯（希臘語：Μουσώνιος Ῥοῦφος），古罗马斯多葛派哲学家，在尼禄为罗马帝国皇帝时于罗马教授哲学，公元65年时流亡离开罗马，加尔巴统治时期返回。韦斯巴芗统治时期曾驱逐大量哲学家，鲁弗斯得以短时期内幸免，但最终仍被赶走。鲁弗斯还是哲学家爱比克泰德的老师。